# Iassus peltophlyctis
Iassus peltophlyctis är en insektsart som beskrevs av Walker 1851. Iassus peltophlyctis ingår i släktet Iassus och familjen dvärgstritar. Inga underarter finns listade i Catalogue of Life.